# Stefan Piotrowski

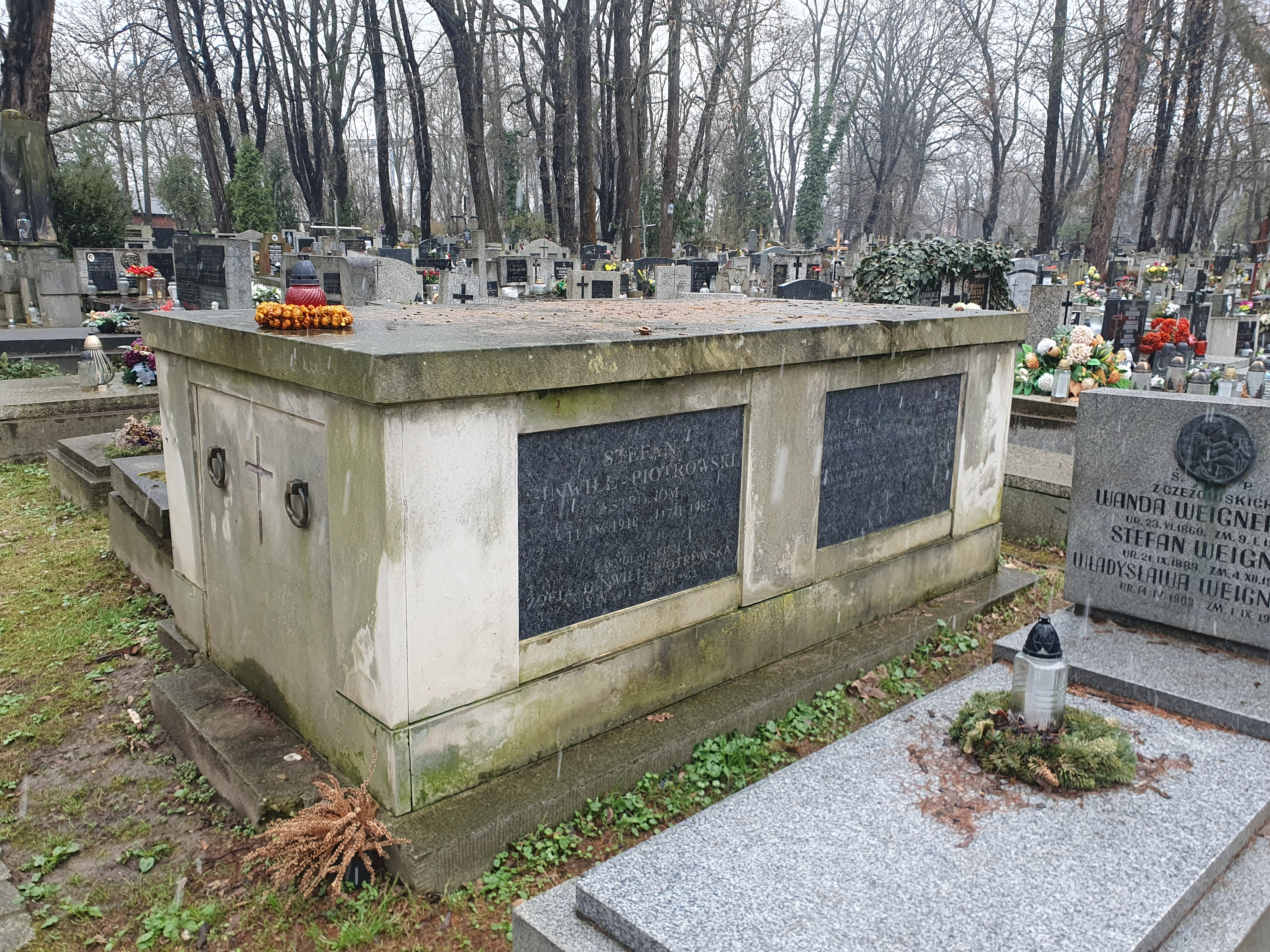
Grób Stefana Piotrowskiego

Stefan Leon Piotrowski (Ginwiłł-Piotrowski) (ur. 11 kwietnia 1910 w Krakowie, zm. 17 stycznia 1985 w Warszawie) – astronom, współtwórca warszawskiej szkoły astronomicznej.

## Życiorys
Urodził się w rodzinie Zygmunta (zm. 1938), dr. praw, adwokata, i Marii Gerard-Festenburg (zm. 1964). Maturę zdał w 1928 roku w krakowskim Gimnazjum św. Jacka.

### Studia i początki pracy badawczej
Od roku 1928 studiował na Uniwersytecie Jagiellońskim, gdzie w 1932 roku uzyskał stopień magistra filozofii w zakresie matematyki, a dwa lata później w zakresie astronomii. W marcu 1933 roku rozpoczął pracę nad wyznaczaniem minimów gwiazd zaćmieniowych w obserwatorium krakowskim i ta tematyka w 1938 roku zaowocowała rozprawą doktorską. Okres wojny spędził poza Krakowem, w rodzinnym majątku Zmiennica, ale po wojnie kontynuował pracę naukową, początkowo w Krakowie. W 1947 wyjechał do Harvard College Observatory na roczny staż pod kierunkiem Henry'ego Norrisa Russella. Wracając z tego wyjazdu przemycił fotomnożnik 1P21. Wspólnie z Adamem Strzałkowskim wykorzystał ten fotomnożnik do budowy pierwszego w Polsce fotometru fotoelektrycznego. W 1952 roku przeniósł się na Uniwersytet Warszawski.

### Działania
Po przeniesieniu się do Warszawy, podjął działania organizacyjne, przy tym skupiając wokół siebie grupę młodych adeptów astronomii. W 1955 roku zainicjował powstanie Zakładu Astronomii PAN, w 1953 roku założył kwartalnik „Postępy Astronomii” i przez wiele lat go redagował. W swojej pracy dydaktycznej w Obserwatorium Astronomicznym Uniwersytetu Warszawskiego kładł nacisk na konieczność prowadzenia badań naukowych na światowym poziomie i na współpracę międzynarodową. Jego uczniami byli Bohdan Paczyński i cała grupa dziś wybitnych, znanych w świecie astronomów polskich. Pełnił szereg funkcji, m.in. był dziekanem Wydziału Matematyki, Fizyki i Chemii Uniwersytetu Warszawskiego (1954–1959), zastępcą sekretarza Wydziału III PAN (1958–1971), współzałożycielem i kierownikiem Zakładu Astronomii PAN (1965–1973). Promował prowadzenie badań kosmicznych w Polsce, z jego inicjatywy powstał Komitet Badania i Pokojowego Wykorzystania Przestrzeni Kosmicznej PAN. W czerwcu 1968 roku wszedł w skład Komitetu Przygotowawczego obchodów 500. rocznicy urodzin Mikołaja Kopernika.
Był redaktorem popularnego miesięcznika „Urania” (1950–1954), założycielem i długoletnim redaktorem kwartalnika „Postępy Astronomii” (1953–1977) oraz redaktorem książki „Astronomia Popularna” (1967).

### Badania
Piotrowski był uznanym specjalistą w zakresie wyznaczania orbit gwiazd zaćmieniowych oraz teorii transferu promieniowania w atmosferze gwiazdy. Prowadził bardzo dokładne obserwacje wizualne gwiazd zmiennych – z dokładnością nawet 0,04 mag. Podejmował też szereg innych zagadnień, jak anizotropia ziaren pyłu międzygwiazdowego, czy problem transferu masy w układach podwójnych gwiazd. Był pionierem badań nad zagadnieniem zderzeń asteroid. W uznaniu zasług w pracy badawczej i organizacyjnej w 1962 roku został członkiem PAN.
Zmarł w Warszawie, pochowany na cmentarzu Rakowickim w Krakowie (kwatera XIX B-płd-w połowie długości południowej krawędzi kwatery).

## Ordery i odznaczenia
- Order Sztandaru Pracy II klasy[5]
- Krzyż Komandorski Orderu Odrodzenia Polski[5]
- Medal 10-lecia Polski Ludowej (19 stycznia 1955)[10]

## Nagrody
- Nagroda Państwowa III stopnia za osiągnięcia w dziedzinie astrofizyki teoretycznej (1952)[11]

## Literatura
- Kto jest kim w Polsce 1984. Wyd. 1. Warszawa: Wydawnictwo Interpress, 1984, s. 753. ISBN 83-223-2073-6.
- Sylwetka Profesora Piotrowskiego. pta.edu.pl. [zarchiwizowane z tego adresu (2009-11-22)].